# Fin de semana al desnudo
Pour plus de détails, voir Fiche technique et Distribution.
Fin de semana al desnudo est une comédie hispano-vénézuélienne réalisée par Mariano Ozores et sortie en 1974.
Le film est tourné à Puerto Banús et Estepona, dans la province de Malaga.

## Synopsis
Angustias (Lina Morgan), serveuse dans un hôtel appelé « La pequeña Andalucía », cherche follement un compagnon pour changer son service de nuit, car elle a une chambre réservée pour un certain Rodolfo Cisneros (Alfredo Landa), un playboy multimillionnaire dont elle est amoureuse. Angustias n'est pas au bout de ses surprises lorsqu'elle constate qu'il n'y a que trois couples dans l'hôtel nouvellement ouvert et qu'elle est seule en service.
La situation se complique lorsqu'elle s'aperçoit que Rodolfo n'est pas venu seul mais avec sa secrétaire (Haydée Balza), qu'il a emmenée là pour la séduire alors qu'elle n'était d'accord que pour le fiancer devant un notaire, car ainsi il l'épouserait et bénéficierait de la fortune de son patron. Angustias découvre le plan grâce à une écoute téléphonique, et dès lors, elle fera tout pour qu'ils ne restent pas seuls dans la chambre.
D'autre part, Carlos (Máximo Valverde), un beau proxénète, y passe un week-end avec Lucia (Helga Liné), une riche veuve. Lui et l'autre couple (joué par Antonio Ozores et Toco Gómez) sont de mèche pour voler les bijoux de la veuve. Les choses se compliquent encore grâce à toute une série d'erreurs d'organisation (la chambre que les voleurs devaient occuper a été attribuée à Rodolfo et à sa secrétaire parce que les voleurs sont arrivés en retard au rendez-vous, étant la chambre voisine de celle de la veuve, et alors qu'ils prévoyaient d'échanger les bijoux contre de faux, par la fenêtre de la salle de bains) et au fait que Lucia a découvert les plans de vol, car parmi les faux bijoux se trouvait une montre qu'elle portait encore. L'histoire se termine par le meurtre présumé de la veuve, qui demande à Carlos de lui expliquer les raisons de cette situation.
Témoin de cette situation, Angustias s'enferme dans la chambre de Rodolfo, attendant que la nuit passe pour prévenir la Garde civile et ainsi contrecarrer les plans de conquête de Rodolfo avec sa secrétaire. Carlos et son groupe tentent de tuer Angustias, Rodolfo et sa secrétaire, pensant que ces derniers avaient gardé les bijoux alors qu'ils les avaient jetés dans la canalisation de leur salle de bain.

## Fiche technique
- Titre original : Fin de semana al desnudo[2] (litt. « Week-end à poil »)
- Réalisation : Mariano Ozores
- Scénario : Luis Méndez, Julian Esteban
- Photographie : José F. Aguayo
- Montage : María Luisa Soriano
- Musique : Antón García Abril
- Studio de production : Alfa Films Internacionaln, Izaro Films, Lotus Films Internacional
- Pays de production :  Espagne -  Venezuela
- Langue originale : espagnol
- Format : couleurs par Eastmancolor - 35 mm
- Genre : comédie
- Durée : 93 minutes
- Dates de sortie :
  - Espagne : 16 décembre 1974 (Madrid) ; 31 mai 1976 (Barcelone)

## Distribution
- Lina Morgan : Angustias
- Alfredo Landa : Rodolfo
- Máximo Valverde (es) : Carlos
- Antonio Ozores : Guadalupe
- Haydée Balza (es) : Octavie
- Toco Gómez : Aniceto
- Helga Liné : Lucía
- Africa Pratt (es) : Laura
- Eduardo Calvo : Notaire
- Francisco Camoiras : Gardien de but